# Полет 502 на LANSA
Полет 502 на LANSA е вътрешен пътнически полет от летище Куиспикиля, Куско, до международно летище „Хорхе Чавес“, Лима, Перу, управляван от LANSA. На 9 август 1970 г. самолетът „Локхийд L-188 Електра“, който изпълнява полета, се разбива след като губи цялата си мощност от един от четирите си двигателя. Всички души на борда с изключение на един умират от наранявания, получени от силите на удара и пожара след катастрофата. Убити са и двама души на земята. Сред загиналите са и 49 американски гимназисти, които са изпратени за обмен на знания.
Разследване на перуанското правителство заключава, че инцидентът е причинен от неправилно изпълнение на процедурите за изключване на двигателя от екипажа на полета и липса на подходяща поддръжка. Впоследствие правителството на Перу глобява LANSA и някои от нейните служители и в резултат на това спира оперативния лиценз на авиокомпанията за 90 дни. Приблизително година след инцидента, авиокомпанията губи последния си самолет, който все още оперира, след като полет 508 на LANSA катастрофира и 11 дни по-късно превозвачът губи разрешителното си. По това време катастрофата е най-смъртоносната в историята на Перу, преди да бъде надмината от полет 251 на „Фосет Перу“ през 1996 г.
Около година след инцидента на мястото на катастрофата е издигнат паметник в памет на жертвите на полет 502 на LANSA. През 2006 г., поради развитието на региона, перуанският собственик на земята, където първоначално е разположен мемориалът, под натиска на американския сенатор от Ню Йорк, Чък Шумър, Държавният департамент на САЩ и Генералното консулство на САЩ в Перу, се съгласява да премести мемориала на 46 м, за да не бъде разрушен.